# Burewestnik (Marschflugkörper)

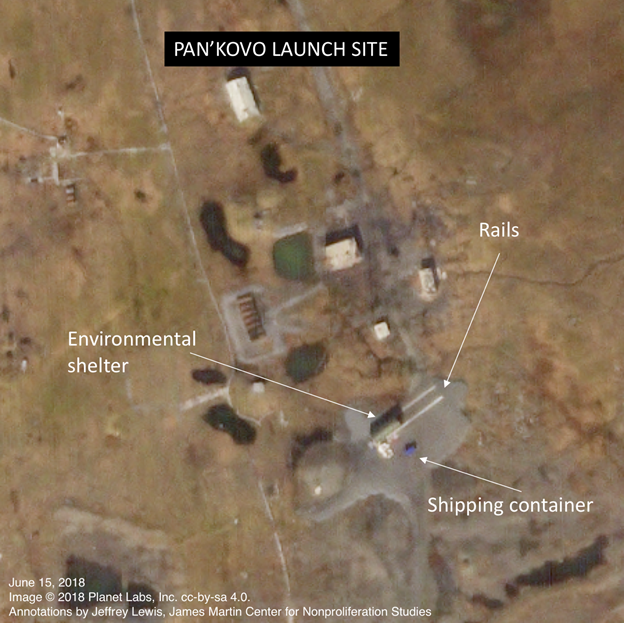
Satellitenbild der Abschussrampe

Burewestnik (russisch Буревестник ‚Sturmvogel‘) ist ein strategischer Marschflugkörper mit Kernenergieantrieb aus russischer Produktion in der Testphase. Im GRAU-Index wird der Flugkörper 9M730 bezeichnet. Der NATO-Codename lautet SSC-X-9 Skyfall.

## Chronologie
Konzepte zu Flugkörpern dieser Art wurden sowohl von der Sowjetunion als auch von den USA in den 1950er-Jahren erörtert, in den USA mit Pluto entwickelt, in der Sowjetunion als Prototyp erstellt und in beiden Ländern verworfen. Die Nachteile des Konzepts, insbesondere die Gefahr, welche von diesem Gerät während des Starts oder des Fluges über eigenes Territorium ausging, waren zu offensichtlich, ganz abgesehen davon, dass eine Landung nicht vorgesehen war.
Laut der aus dem Jahr 2018 bekannten Aussage des russischen Präsidenten Wladimir Putin begann die Entwicklung von Burewestnik nach dem Austritt der Vereinigten Staaten aus dem ABM-Vertrag im Dezember 2001 als Antwort auf den von den USA vorangetriebenen Aufbau eines weltweiten Raketenabwehrsystems. Gemäß Mark Galeotti handelt es sich beim Burewestnik um eine Weiterentwicklung eines nicht realisierten Entwurfes aus der Sowjetzeit.
Der Marschflugkörper wurde der breiten Öffentlichkeit im März 2018 bekannt, als Putin ihn mit weiteren „Wunderwaffen“  in seiner Rede vor der Föderationsversammlung vorstellte. Der Name „Burewestnik“ (Sturmvogel) wurde im Rahmen einer Volksabstimmung auf der Online-Plattform des russischen Verteidigungsministeriums gewählt. Angeblich sei das Gerät 2017 geflogen, die angestrebte Leistung sei erreicht worden und in der Folge wurden Sergei Kirijenko und Juri Borissow mit dem Titel Held der Russischen Föderation ausgezeichnet, was auf die Entwicklung von Burewestnik zurückgeführt wurde. Möglicherweise steht die Freisetzung von Ruthenium südlich des Urals 2017 in Zusammenhang mit einem missglückten Testflug eines Burewestnik-Marschflugkörpers. Andererseits war gar nicht klar, ob der erwähnte Test überhaupt mit einem Nuklearantrieb durchgeführt worden war, eine Quelle hatte von einem Vorführmodell gesprochen.
Vermutlich stürzte bei einem Test im Oktober 2018 ein System ins Meer. Zu jener Zeit waren Flugverbotszonen (NOTAMs) publiziert. Der Nuklearunfall von Njonoksa am 8. August 2019 mit sieben Toten und einer nicht unerheblichen Menge von ausgetretener Radioaktivität wurde mit dem Burewestnik-Projekt in Verbindung gebracht. Eine aufgrund der Informationen plausible Erklärung des Vorfalls war der Versuch der Bergung des möglicherweise im Oktober 2018 ins Meer gestürzten Flugkörpers.
In einer am 22. November 2019 ausgestrahlten Rede erklärte Putin die Vollendung und Perfektionierung einer neuartigen Waffe, die im Zusammenhang mit dem Unfall steht. Deren Besitz würde „die Souveränität und die Sicherheit Russlands für die kommenden Jahrzehnte“ sicherstellen. Am Vortag hatte er den Witwen der 7 Getöteten posthum Tapferkeitsmedaillen für ihre Männer überreicht.
Westlichen Beobachtungen zufolge wurde im Jahr 2011 mit der Entwicklung des Burewestnik begonnen. Von den 13 Testflügen, die zwischen 2016 und Ende 2019 stattfanden, verliefen gemäß westlichen Nachrichtendiensten nur zwei erfolgreich. Nach US-Darstellung kam kein Flug über eine Flugstrecke von 22 Meilen (35,4 km) hinaus.
Am 5. Oktober 2023 sprach Russlands Präsident Putin beim politischen Valdai-Forum in Sotschi, Russland: Der Marschflugkörper Burewestnik sei einem letzten erfolgreichen Test unterzogen worden.

## Technische Angaben
Burewestnik soll einen Mini-Kernenergieantrieb basierend auf einem Kernreaktor oder Radionuklidbatterien besitzen und dadurch eine Reichweite von über 25.000 km haben. Nach russischen Angaben soll er mehrfach um den Planeten fliegen und den potenziellen Gegner aus einer unerwarteten Himmelsrichtung erreichen können. Zu den weiteren Eigenschaften von Burewestnik zählen nach Aussage von russischen Militärs seine Manövrierfähigkeit und seine niedrige Flughöhe, weswegen er für feindliche Raketenabwehrsysteme kaum erkennbar und erst recht nicht zerstörbar sei. Westliche Rüstungsexperten nehmen an, dass Burewestnik ein Kernwaffen-Träger ist.
Von US-Experten wurde die technische Machbarkeit eines Marschflugkörpers mit einem nuklearen Antrieb aufgrund der Nachteile als unwahrscheinlich bezeichnet, jedoch nicht ausgeschlossen.